# Parodontomelus microptilus
Parodontomelus microptilus är en insektsart som beskrevs av Baccetti 1997. Parodontomelus microptilus ingår i släktet Parodontomelus och familjen gräshoppor. Inga underarter finns listade i Catalogue of Life.